# Pierre de Ronsard

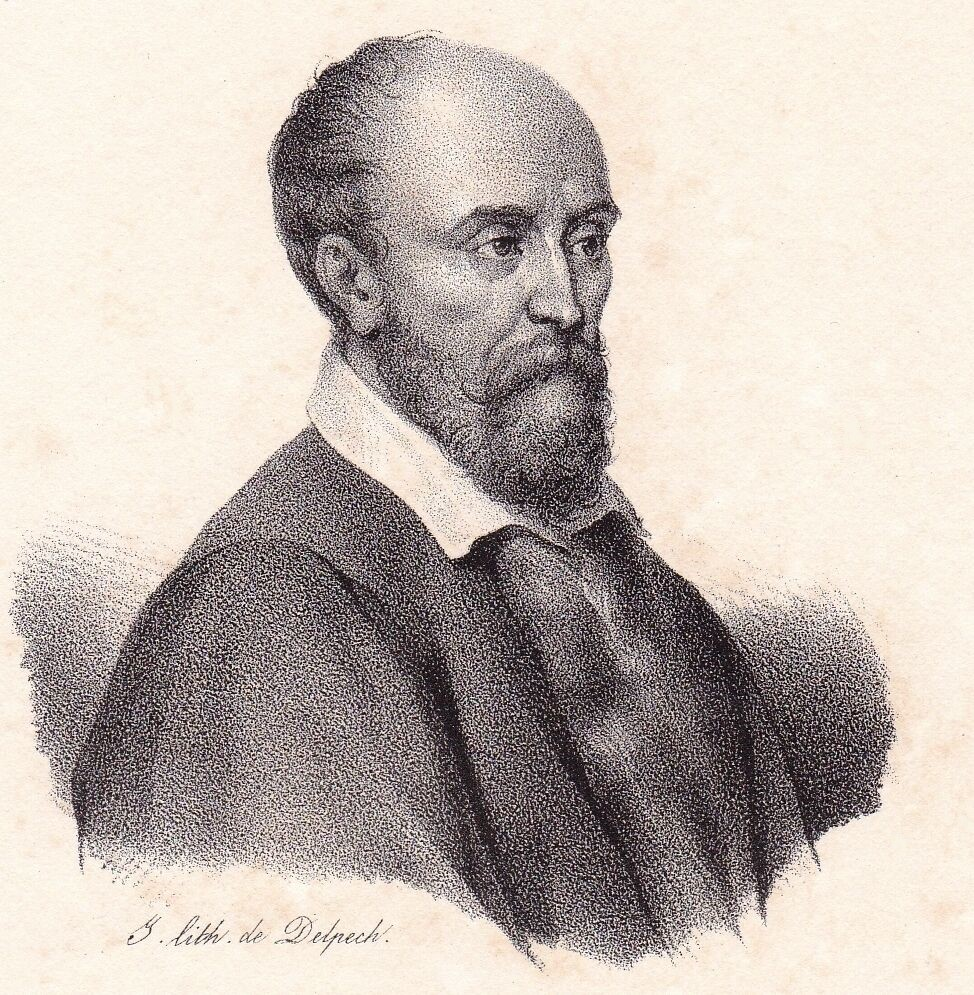
Pierre de Ronsard

Pierre de Ronsard (n. 11 septembrie 1524, Couture, Centre-Val de Loire, Franța – d. 27 decembrie 1585, La Riche, Centre-Val de Loire, Franța) a fost un poet francez.
A fost poetul Curții, foarte apreciat de rege datorită ideilor sale în favoarea politicii reginei-mamă contra hughenoților, exprimate în opera sa Discours de la Misère de ce Temps (1562-1563) și s-a bucurat de o poziție privilegiată: aceea de a sta în dreapta suveranului.
Când în 1547 sosește la Paris, va crea în jurul său o școală poetică, urmând a fi cunoscută în epocă sub denumirea de Pleiada maestrului Ronsard, în care activau Jean Dinemandi, zis Dorat, Pontus de Tyard, și, nu în ultimul rând, Remi Belleu. 
Maestrul Ronsard avea un proiect literar măreț, La Franciade, o epopee dedicată însuși regelui, dar, după moartea acestuia, survenită la 1574, poetul avea să își piardă întreaga inspirație.
În tot timpul festivităților s-a aflat la Curte, elogiindu-l pe rege în versuri și sonete, compuse pe placul invitaților. Din nefericire, el nu avea cum să audă aprecierile celor prezenți, suferind de surzenie.

## Opere
Moartea Mariei
Cum vezi în creangă roza în haina-i veșnic nouă,
În tinerețea lumii de Mai, prin alte flori,
Și cerul gelozind-o de viile-i culori,
Când zorile o scaldă cu lacrime de rouă;
Corola-i poartă gingaș iubirea triumfală;
Îmbălsămând grădina cu-arome dulci și moi:
Dar sub arșița dură, sub grindină și ploi,
Tânjește-ncet și moare, petală cu petală,
Tot astfel în avântu-ți de-ntâia tinerețe,
Când lut și cer cinstitu-au suava-ți frumusețe,
Ți-a fost tăiat de parcă al vieții fraged fir.
La groapa ta primește-mi a lacrimii ardoare,
Și vasul plin cu lapte, și-acest belșug de floare,
Ca trupul tău să fie și mort un tandafir.
Traducere: Nicu Porsenna
Ferice clipa 
Ferice clipa unică din viață,
Și loc, și timp când ochii-ți m-au ucis,
Ori barem m-au zvârlit într-un abis,
Și-acolo m-am făcut un sloi de gheață.
Ci drept e că trupeasca trăsătură
O am mereu, dar sufletu-mi fugit
Trăiește-n tine ca-n sălaș iubit,
Și m-a lăsat azi singur în natură.
Când galeș uneori întorci spre mine
Focoșii ochi, simt cum îmi curge-n vine
Un râu de flăcări ce-mi dă viață iar,
Și moaie frigul care-n sânge-l port;
Dar ușurarea-i slabă și-n zadar,
Căci fără suflet eu rămân tot mort.
Traducere: Nicu Porsenna